# 熊本県道182号田迎木原線
熊本県道182号田迎木原線（くまもとけんどう182ごう たむかえきわらせん）は、熊本県熊本市南区から上益城郡嘉島町を経由して、再び熊本市南区に至る一般県道である。

## 概要
都市計画道路本荘犬渕線の区間については2008年（平成20年）11月23日に供用開始された。

### 路線データ
- 起点：熊本県熊本市南区良町2丁目[注釈 1]（熊本県道104号熊本浜線交点）
- 終点：熊本県熊本市南区富合町木原（熊本県道38号宇土甲佐線交点）
- 総陸上距離：11.3 km（旧道：8.5 km[注釈 2]、新道：2.8 km）

## 路線状況

### 重複区間
- 熊本県道236号神水川尻線（熊本市南区良町2丁目 - 熊本市南区御幸笛田5丁目）
- 熊本県道50号熊本嘉島線（上益城郡嘉島町大字下仲間 - 上益城郡嘉島町大字犬渕）

## 地理

### 通過する自治体
- 熊本市（南区）
- 上益城郡嘉島町
- 熊本市（南区）

### 交差する道路
| 交差する道路                         | 市町村名 | 市町村名 | 交差する場所  | 交差する場所                                                                                                   |
| ------------------------------------ | -------- | -------- | ------------- | --- |
| 熊本県道104号熊本浜線                | 熊本市   | 南区     | 良町2丁目     | 起点 |
| 国道57号 / 熊本東バイパス            | 熊本市   | 南区     | 御幸笛田2丁目 | 流通団地入口交差点 / バイパス起点【北緯32度45分46.8秒 東経130度42分19.4秒 / 北緯32.763000度 東経130.705389度】 |
| 熊本県道236号神水川尻線 重複区間起点 | 熊本市   | 南区     | 良町2丁目     | |
| 熊本県道236号神水川尻線 重複区間終点 | 熊本市   | 南区     | 御幸笛田5丁目 | |
| 熊本県道236号神水川尻線              | 熊本市   | 南区     | 御幸西無田町  | [ 注釈 3 ] |
| 熊本県道50号熊本嘉島線 重複区間起点  | 上益城郡 | 嘉島町   | 大字下仲間    | |
| 熊本県道50号熊本嘉島線 重複区間終点  | 上益城郡 | 嘉島町   | 大字犬渕      | |
| 熊本県道182号田迎木原線 / バイパス   | 上益城郡 | 嘉島町   | 大字犬渕      | |
| 熊本県道241号千町廻江線              | 熊本市   | 南区     | 城南町赤見    | |
| 宇城北部広域農道 / うきうきロード    | 熊本市   | 南区     | 城南町島田    | 榎津交差点 |
| 熊本県道38号宇土甲佐線 / バイパス    | 熊本市   | 南区     | 富合町木原    | |
| 熊本県道38号宇土甲佐線 / 旧道        | 熊本市   | 南区     | 富合町木原    | 終点 |

### 沿線
- 緑川
- 加勢川
- 天明新川
- 浜戸川
- 熊本バス「下乙」バス停（上り） - 旧道起点
- 流通団地 - 新道起点
- 桜十字病院（御幸木部・旧道沿い）
- 熊本市立御幸小学校
- 熊本宇城農業協同組合直売所 サンサンうきっ子・宇城彩館 下北店
- 木原不動尊 - 終点付近